# وینتر هاربر (حوزه سرشماری)، مین
وینتر هاربر (به انگلیسی: Winter Harbor) یک منطقهٔ مسکونی در ایالات متحده آمریکا است که در مین واقع شده‌است. وینتر هاربر ۵٫۶ کیلومتر مربع مساحت و ۴۲۶ نفر جمعیت دارد و ۱۶٫۷۶ متر بالاتر از سطح دریا واقع شده‌است.